# 7e cérémonie des EDA Awards
La 7e cérémonie des EDA Awards, décernés par l'Alliance of Women Film Journalists, a eu lieu le 7 janvier 2013, et a récompensé les films réalisés en 2012,.

## Palmarès

### Top 10 des films de l'année
(par ordre alphabétique)
- Amour
- Argo
- Les Bêtes du sud sauvage (Beasts of the Southern Wild)
- Happiness Therapy (Silver Linings Playbook)
- Lincoln
- The Master
- Moonrise Kingdom
- L'Odyssée de Pi (Life Of Pi)
- Skyfall
- Zero Dark Thirty

### Catégories

#### Meilleur film
- Zero Dark Thirty
  - Argo
  - Lincoln

#### Meilleur réalisateur
- Kathryn Bigelow – Zero Dark Thirty
  - Ben Affleck – Argo
  - Steven Spielberg – Lincoln

#### Meilleur acteur
- Daniel Day-Lewis pour le rôle d'Abraham Lincoln dans Lincoln
  - John Hawkes pour le rôle de Mark O'Brien dans The Sessions
  - Joaquin Phoenix pour le rôle de Freddie Quell dans The Master

#### Meilleure actrice
- Jessica Chastain pour le rôle de Maya dans Zero Dark Thirty
  - Jennifer Lawrence pour le rôle de Tiffany dans Happiness Therapy (Silver Linings Playbook)
  - Emmanuelle Riva pour le rôle d'Anne dans Amour

#### Meilleur acteur dans un second rôle
- Philip Seymour Hoffman pour le rôle de Lancaster Dodd dans The Master
  - Alan Arkin pour le rôle de Lester Siegel dans Argo
  - Tommy Lee Jones pour le rôle de Thaddeus Stevens dans Lincoln
  - Christoph Waltz pour le rôle du Dr King Schültz dans Django Unchained

#### Meilleure actrice dans un second rôle
- Anne Hathaway pour le rôle de Fantine dans Les Misérables
  - Amy Adams pour le rôle de Mary Sue Dodd dans The Master
  - Sally Field pour le rôle de Mary Todd Lincoln dans Lincoln

#### Meilleure distribution
- Happiness Therapy (Silver Linings Playbook)
  - Argo
  - Lincoln

#### Meilleur scénario original
- Zero Dark Thirty – Mark Boal
  - Amour – Michael Haneke
  - Moonrise Kingdom – Roman Coppola et Wes Anderson

#### Meilleur scénario adapté
- Argo – Chris Terrio
  - Happiness Therapy (Silver Linings Playbook) – David O. Russell
  - Lincoln – Tony Kushner

#### Meilleure photographie
- L'Odyssée de Pi (Life Of Pi) – Claudio Miranda
  - The Master – Mihai Malaimare Jr.
  - Skyfall – Roger Deakins

#### Meilleur montage
- Zero Dark Thirty – William Goldenberg et Dylan Tichenor
  - Argo – William Goldenberg
  - Cloud Atlas – Alexander Berner

#### Meilleure musique de film
- Les Bêtes du sud sauvage (Beasts of the Southern Wild) – Dan Romer et Benh Zeitlin
  - Argo – Alexandre Desplat
  - Zero Dark Thirty – Alexandre Desplat

#### Meilleur film étranger
- Amour  Autriche  France
  - Royal Affair (En kongelig affære)  Danemark
  - De rouille et d'os  France

### Récompenses féminines

#### Meilleure réalisatrice
- Kathryn Bigelow – Zero Dark Thirty
  - Andrea Arnold – Les Hauts de Hurlevent (Wuthering Heights)
  - Sarah Polley – Take This Waltz

#### Meilleure femme scénariste
- Lucy Alibar (et Benh Zeitlin) – Les Bêtes du sud sauvage (Beasts of the Southern Wild)
  - Ava DuVernay – Middle of Nowhere
  - Zoe Kazan – Elle s'appelle Ruby (Ruby Sparks)
  - Sarah Polley – Take This Waltz

#### Meilleur personnage féminin animé
- Merida (Kelly Macdonald) – Rebelle (Brave)
  - Tooth (Isla Fisher) – Les Cinq Légendes (Rise of the Guardians)
  - Vanellope (Sarah Silverman) – Les Mondes de Ralph (Wreck-It Ralph)

#### Meilleure actrice défiant âge et âgisme
- Judi Dench – Skyfall
  - Helen Mirren – Hitchcock
  - Emmanuelle Riva – Amour

#### Meilleur espoir féminin
- Quvenzhané Wallis – Les Bêtes du sud sauvage (Beasts of the Southern Wild)
  - Samantha Barks – Les Misérables
  - Ann Dowd – Compliance
  - Alicia Vikander – Royal Affair (En kongelig affære)

#### Kick Ass Award de la meilleure actrice de film d'action
- Jennifer Lawrence – Hunger Games (The Hunger Games)
  - Gina Carano – Piégée (Haywire)
  - Anne Hathaway – The Dark Knight Rises

#### AWFJ Award For Humanitarian Activism - Female Icon Award
(remis à une actrice pour l'interprétation d'un rôle féminin très positif ; un rôle pour lequel elle a pris un risque personnel et/ou de carrière en plongeant dans la psyché féminine et par-là même nous donne le courage de le faire nous-même ; un rôle donnant l'image d'une femme héroïque, accomplie, persévérante, qui se bat pour ses droits et/ou les droits des autres)
- Jessica Chastain – Zero Dark Thirty
  - Helen Hunt – The Sessions
  - Judi Dench – Skyfall

#### This Year’s Outstanding Achievement By A Woman In The Film Industry
(remis à une femme engagée, qui bat tous les records, ou dont le travail fait évoluer la place des femmes dans l'industrie cinématographique – comme l'Oscar du meilleur réalisateur remporté par Kathryn Bigelow ou une actrice s'étant illustrée dans plusieurs films dans l'année écoulée)
- Les femmes réalisatrices de films documentaires – Heidi Ewing et Rachel Grady (Detropia), Lauren Greenfield (Queen of Versailles), Alison Klayman (Ai Weiwei: Never Sorry) et Sarah Burns (The Central Park Five)
  - Kathryn Bigelow – Zero Dark Thirty
  - Jennifer Lawrence – Happiness Therapy (Silver Linings Playbook) et Hunger Games (The Hunger Games)

### Mentions spéciales

#### AWFJ Hall Of Shame Award
(Hall of Shame : « Temple de la honte » sur le principe du Hall of Fame)
- Sean Anders – That's My Boy
  - Sacha Baron Cohen – The Dictator
  - Gabriele Muccino – Playing For Keeps

#### Actress Most in Need Of A New Agent
(Actrice ayant le plus besoin d'un nouvel agent) (ex æquo)
- Katherine Heigl – Recherche Bad Boys désespérément (One For The Money)
- Reese Witherspoon – Target (This Means War)
  - Nicole Kidman – Paperboy (The Paperboy)

#### Movie You Wanted To Love But Just Couldn’t
(Film qu'on voudrait aimer mais qu'on ne peut pas)
- Anna Karénine (Anna Karenina)
  - Cloud Atlas
  - Les Misérables

#### Unforgettable Moment Award
(Moment inoubliable) (ex æquo)
- Les Misérables – Fantine (Anne Hathaway) chante I Dreamed A Dream
- Zero Dark Thirty – Maya (Jessica Chastain) dit I’m the motherfucker...
  - Argo – La fuite d'Iran
  - De rouille et d'os – Stephanie (Marion Cotillard) danse en fauteuil roulant
  - Flight – Le crash

#### Best Depiction of Nudity, Sexuality, or Seduction
(Meilleur représentation de la nudité, de la sexualité ou de la séduction)
- The Sessions – Helen Hunt et John Hawkes
  - Anna Karénine (Anna Karenina) – Keira Knightley et Aaron Johnson
  - De rouille et d'os – Marion Cotillard

#### Sequel or Remake That Shouldn’t Have Been Made Award
(Suite ou remake qui n'aurait pas dû être réalisé) (ex æquo)
- Red Dawn
- Total Recall : Mémoires programmées (Total Recall)
  - The Amazing Spider-Man (film)

#### Most Egregious Age Difference Between The Leading Man and The Love Interest Award
(Plus grande différence d'âge entre l'homme et la femme)
- Flight – Denzel Washington et Kelly Reilly... et Nadine Velazquez
  - Jusqu'à ce que la fin du monde nous sépare (Seeking a Friend For the End of the World) – Steve Carell et Keira Knightley
  - Happiness Therapy (Silver Linings Playbook) – Bradley Cooper et Jennifer Lawrence